# Pucok Reudeup
Pucok Reudeup is een bestuurslaag in het regentschap Aceh Barat van de provincie Atjeh, Indonesië. Pucok Reudeup telt 80 inwoners (volkstelling 2010).